# Октябрське сільське поселення (Александровський район)
Октя́брське сільське поселення (рос. Октябрьское сельское поселение) — сільське поселення у складі Александровського району Томської області Росії.
Адміністративний центр та єдиний населений пункт — селище Октябрський.
Населення сільського поселення становить 122 особи (2019; 194 у 2010, 302 у 2002).
Станом на 2002 рік сільське поселення називалось Прохоркінська сільська рада.